# Aaron Ramsey
Aaron James Ramsey (Caerphilly, el 26 de desembre del 1990) és un futbolista gal·lès que actualment juga com a migcampista al Cardiff City FC. Ramsey també juga per la selecció de Gal·les des del 2008.
Abans de passar al futbol, era un jugador de rugbi entusiasta i esportista. Com a col·legial va jugar de lateral per Caerphilly RFC programa de desenvolupament de la joventut, on va ser abordat per observadors de la Rugby League St Helens després de jugar en un partit de joves contra d'ells, però ja havia estat signat per l'acadèmia del Cardiff City. Ramsey va ser campió de "Welsh Schools' Athletic Association pentathlon champion" de 2005 i es va classificar quart a Gran Bretanya en el grup d'edat de menors de 17 anys en 2006. Vivia amb els seus pares, Marlene i Kevin, i el seu germà. Ramsey és bilingüe, parla tant el gal·lès com l'anglès.

## Trajectòria
El seu primer club va ser el Cardiff City, equip amb el qual va arribar a la final de la FA Cupen 2008 davant el Portsmouth. Va ser el jugador més jove a debutar a la història del Cardiff City, batent el rècord de John Benjamin Toshack, en saltar al camp el 28 d'abril de 2008 contra el Hull City. El juny de 2008 va ser transferit a l'Arsenal FC anglès per 5 milions de lliures esterlines.
El dia 27 de febrer de 2010, en un partit contra l'Stoke City per la Premier League, va patir la fractura de tíbia i peroné, havent de ser substituït i retirat en llitera. Aquesta lesió va ser molt semblant a la que va patir el jugador de l'Arsenal, Eduardo da Silva. Ryan Shawcross, qui va ser expulsat després de la fatal entrada al jugador gal·lès de 19 anys, es va retirar abatut del terreny de joc. El 23 de novembre del mateix any, Ramsey va tornar a les pistes després de 9 mesos d'inactivitat, jugant al partit de reserves entre l'Arsenal FC i el Wolverhampton, trobada que va finalitzar amb victòria per al seu equip per 2-1.
El 25 de novembre es va anunciar la seva cessió al Nottingham Forest fins al 3 de gener de 2011.4 Debuta amb el Nottingham el 29 de novembre entrant al minut 61 en un partit davant del Leicester City. Posteriorment, el 22 de gener de 2011 es va confirmar la seva cessió al Cardiff City de la Football League Championship fins al 26 de febrer del mateix any.

### Retorn a l'Arsenal
Ramsey va fer el seu retorn amb l'Arsenal FC com a substitut en el minut 72 contra el Manchester United FC a la FA Cup on l'Arsenal FC va perdre 2-0. Va fer la seva primera obertura des de la seva lesió a l'Arsenal FC el 19 de març contra el West Bromwich Albion. L'1 de maig Ramsey va marcar el seu primer gol de la temporada a la victòria a casa per 1-0 davant el Manchester United FC a la Premier League. També va guanyar el premi Home del Partit. El migcampista va acabar la temporada amb set partits de lliga. Després de marcar el primer de la temporada, Ramsey va dir que marcar un gol de la victòria va ser un "moment especial", com ell no mirar cap enrere en la seva lesió. El migcampista va acabar la temporada amb set partits de lliga.
El 16 d'agost de 2011, Ramsey va fer el seu primer partit en Lliga de Campions a l'inici de la temporada a casa davant l'Udinese Calcio. Al minut quart del partit va assistir a Theo Walcott per marcar el gol que li va donar a l'Arsenal l'avantatge de 1-0 en el partit d'anada.

### Temporada 2013-2014
Ramsey va començar bé la temporada, marcant en el partit d'anada de la Lliga de Campions play-off contra el Fenerbahçe SK i guanyant el premi del jugador del partit. En el partit de tornada, va marcar dos gols més perquè al final acabés el global 5-0 donant-li a l'Arsenal un lloc en la fase de grups de la Lliga de Campions 2013-14. Ramsey va continuar la seva bona forma en el triomf per 3-1 de l'Arsenal FC sobre el Fulham FC en la segona jornada de la Premier League, ajudant a Olivier Giroud perquè marcarà el primer gol a través d'un desviament, i sent nomenat jugador del partit. L'absència de Mikel Arteta des del centre del camp de l'Arsenal FC, Arsene Wenger va decidir enviar a Ramsey a un paper del centre del camp més profund en comparació amb 2011-12, el que ha ajudat a millorar a Ramsey, amb una altra actuació inspirada en el centre del camp davant el Tottenham, el 2 de setembre, on es va veure involucrat en el gol d'Olivier Giroud. Després va marcar dos gols davant el Sunderland el 14 de setembre, el primer gol va ser un xut de primera, i el segon una combinació amb Giroud i Özil. Va continuar la seva forma fantàstica en marcar en la victòria de l'Arsenal FC per 2-1 sobre l'Marsella a la Lliga de Campions a l'Stade Vélodrome i marcant el primer gol al partit a casa contra l'Stoke City, quatre dies després d'un joc que va acabar 3-1 a Arsenal FC. El 28 de setembre, va ser nomenat de nou com el jugador del partit, ja que va marcar un gol i va donar una assistència en el partit d'anada contra el Swansea, que va acabar el marcador 2-1 a l'Arsenal FC. Va ser nomenat el FA Premier League Player of the Month del mes de setembre.
El 19 d'octubre, va marcar un gol contra l'Norwich City, que va ser el seu novè gol per a l'Arsenal FC en la temporada, abans d'assistir al quart gol de l'Arsenal FC en la victòria per 4-1. La seva bona forma va continuar al novembre, i va marcar en una espectacular rematada de llarga distància en la victòria per 2-0 davant el Liverpool el 2 de novembre per posar Arsenal FC cinc punts d'avantatge al cim de la taula de la Premier League amb deu partits jugats. Ell també va marcar un important gol contra l'Borussia Dortmund en la victòria per 1-0 en la fase de grups de la Lliga de Campions, amb el qual el seu compte golejador va arribar a 13 en 21 partits amb el seu club i el seu país. El 30 de novembre, que va marcar dos gols davant el seu exequip Cardiff City. El 26 de desembre, va patir una lesió a la cuixa al portalàmpades lluny de l'Arsenal FC contra el West Ham United, allunyant-ho de les pistes per un temps indefinit.
Ramsey va ser votat com el millor jugador del mes de l'Arsenal FC durant quatre mesos consecutius, entre agost i novembre de 2013. El 18 de març de 2014, es va signar una nova extensió de contracte amb els 'gunners' fins al 2019.
El 6 d'abril, Ramsey va tornar d'una lesió com a suplent en la derrota per 3-0 l'Arsenal FC davant l'Everton FC. El 12 d'abril, va jugar en l'onze titular per primera vegada des del Boxing Day a la semifinal de la FA Cup contra Wigan Athletic, jugant 113 minuts abans de ser substituït per Kim Källström. El 20 d'abril, va marcar un cop i va ser acreditat amb dues assistències en la victòria de 3-0 davant el Hull City. El partit del 15 d'abril davant el West Ham United va tornar a ser protagonista entrant en el minut 72 per Tomáš Rosický i amb tan sols 6 minuts a la pista va donar una gran assistència de cap a Podolski en una combinació amb Giroud.
El 18 d'abril, Ramsey va ser nomenat com un dels sis jugadors en la llista restringida per al Premi PFA al jugador jove de l'any, l'11 de maig va marcar una volea impressionant per ajudar el seu equip a una victòria de 2-0 sobre Norwich en l'última jornada de la temporada 2013-14. El 17 de maig, Ramsey va disputar la final de la Fa Cup contra el Hull City. Ramsey va marcar el 3-2 al minut 109, tant de la victòria després d'anar perdent 2-0, posant-li fi a l'espera de l'Arsenal de nou anys per un trofeu.

### Temporada 2014-2015
Ramsey va començar la temporada en marcar el segon gol de l'Arsenal a la seva victòria per 3-0 sobre el Manchester City a la Community Shield el 10 d'agost guanyant el seu primer títol de la temporada. Sis dies més tard, en el primer partit de lliga del club de la temporada, a casa contra el Crystal Palace, va marcar el gol del triomf en temps de descompte per assegurar una victòria per 2-1. El 19 d'agost, en el partit d'anada de la play-off a la Lliga de Campions contra el Beşiktaş va ser expulsat per primera vegada en la seva carrera després doble groga en un empat sense gols. El 23 del mes corrent, va marcar el descompte contra l'Everton FC, el partit va acabar 2 a 2.
El 3 de desembre, va assistir a Alexis Sánchez en l'únic gol del partit quan faltaven pocs minuts per a acabar el partit contra el Southampton a casa. El següent partit de lliga va marcar una volea contra l'Stoke City. No obstant això el seu equip va ser derrotat 3-2, després de rebre tres gols en el primer temps i posant fi a una sequera de gols 3 mesos sense marcar.
El 9 de desembre, l'Arsenal FC s'enfrontaria contra el Galatasaray a l'infern d'Istanbul en últim partit de la fase de grup de la Lliga de Campions, Ramsey va destacar en el partit tot i només haver jugat el primer temps amb una assistència a Podolski en el primer gol del seu equip i marcant dos gols, un d'ells va ser una tremenda volea d'esquerrana de 35 iardes. Ramsey, a twitter afirmar que va ser el millor gol de la seva carrera declarant "Vist el meu segon gol enrere i sens dubte el meu millor (sic)". Va ser el seu tercer gol després d'haver tornat d'una lesió. Arsenal FC va guanyar el partit d'anada 1-4, amb Wesley Sneijder marcant en el descompte amb un tir lliure per als locals. Arsenal FC va acabar segon en el grup darrere del Borussia Dortmund per diferència de gols.

## Curiositats
- Sempre que marca un gol, l'endemà es mor una persona coneguda mundialment.
- La gent diu que depèn com marca el gol, es mor una persona o una altra.
- Abans de jugar a futbol era un apassionat del rugbi
- És el jugador més jove en debutar amb el Cardiff City FC. Ho va fer amb disset anys recents cumplerts.
- Per error, el Twitter de l'Arsenal FC, va publicar tres gols seus en un minut.